# Euthalia zichri
Euthalia zichri är en fjärilsart som beskrevs av Butler 1869. Euthalia zichri ingår i släktet Euthalia och familjen praktfjärilar. Inga underarter finns listade i Catalogue of Life.